# Nhím Sonic (nhân vật)
Bản mẫu:Sonic character
Nhím Sonic (tiếng Anh: Sonic the Hedgehog, tiếng Nhật: ソニック-ザ-ヘッジホッグ, Sonikku-za-Hejiihoggu) là một nhân vật game, là nhân vật chính trong loạt game được phát hành bởi Sega, ngoài ra còn xuất hiện trong các sản phẩm như truyện tranh, hoạt hình và sách. Trò chơi đầu tiên mang tên Sonic The Hedgehog cho hệ máy Sega Genesis đã được phát hành vào 23/6/1991. Từ đó Sonic trở thành linh vật biểu trưng cho Sega, cũng như một đối thủ của nhân vật Mario của Nintendo.
Đến nay, Sonic đã trở thành một trong những nhân vật game được biết đến nhiều nhất trên thế giới, với số sản phẩm bán được trên 45 triệu bản. Năm 2005, Sonic đã trở thành một trong những nhân vật game đầu tiên được chọn vào Walk of Game, sau hai nhân vật Mario và Link.
Họa sĩ người Nhật Naoto Ōshima, thiết kế viên Hirokazu Yasuhara và lập trình viên Yuji Naka đều có những đóng góp trong việc tạo ra hình dáng của Sonic: màu xanh dương, nhím hình dáng giống người và đặc biệt nhất là có khả năng di chuyển nhanh hơn cả tốc độ âm thanh (yếu tố chủ yếu trong gameplay của các sản phẩm game).

## Thông tin/đặc điểm

### Tính cách
Có thể nói Sonic như cơn gió, phóng khoáng, mạnh mẽ, thích phiêu lưu, thoải mái và chu đáo. Thiếu kiên nhẫn và thường đâm đầu vào rắc rối mà không suy nghĩ gì, vì lòng tự tin của cậu ta không bao giờ lung lay, kể cả khi gặp những rắc rối khủng khiếp nhất. Cậu thích nhạc rock. Trong một số bộ phim (như Underground,  Sonic 2, Sonic X) cho thấy Sonic rất sợ nước, chủ yếu là do cậu ta không biết bơi. Dù vậy, Sonic vẫn dũng cảm lặn xuống nước trong những cuộc phiêu lưu dưới biển hoặc những cuộc giải cứu bạn bè. Trong game thể thao Mario & Sonic at the Olympic Games, Sonic phải mặc áo phao trong suốt phần thi bơi lội.

## Nơi sống

### Trong trò chơi
Cậu ta sống ở địa danh được hiểu là Hòn đảo phía Nam (South Island) trên hành tinh Mobius trong game Sonic the Hedgehog và (theo tài liệu của Sonic Team) nơi cậu sinh ra đầu tiên là ở Đảo Christmas. Tuy nhiên trong suốt các loạt game khác, cậu đi từ nơi này sang nơi khác trong hành trình phiêu lưu.

### Trên truyền hình và truyện tranh
Trong loạt truyện tranh trên Archie Comic, Sonic sống ở hành tinh Mobius và tại ngôi làng Knothole. Loạt phim hoạt hình Sonic the Hedgehog chuyển thể từ truyện tranh cũng vâỵ.
Trong phim hoạt hình The Adventures of Sonic the Hedgehog, Sonic đi khắp mọi nơi trên thế giới thay vì ở một nơi nhất định. Tương tự như vậy phim Sonic Underground.
Trong Sonic X, khi lạc vào thế giới loài người, Sonic sống ở nhà của Chris Thorndyke, ở Station Square.
Trong Sonic Boom, Sonic sống trong một căn nhà tranh nhỏ ở bên cạnh bãi biển trên đảo Bygone.
Trong Sonic the Hedgehog: The Movie, nơi sống của Sonic là trên Đảo Nổi (Angel Island), đây là một hòn đảo lơ lửng trên bầu trời.
Xuất hiện thêm truyện Universe Sonic, đầy đủ các nhân vật.

## Khả năng

Sonic trong hình dáng đặc biệt, Super Sonic.

Sonic có biệt danh là Siêu nhím nhanh nhất thế giới, với khả năng di chuyển nhanh hơn tốc độ âm thanh (mức Mach 1, tương ứng với 340,3 m/s, 1225 km/h). Đây chính là nguồn gốc của cái tên "Sonic" (bắt nguồn từ chữ Ultrasonic nghĩa là siêu âm). Trong đoạn mở đầu game Sonic Heroes và trong tập đầu tiên của hoạt hình Sonic X, cho thấy Sonic có thể chạy giật lùi tốt như chạy bình thường. Theo các tài liệu, Giày Sức Mạnh (Power Sneakers) làm tăng cường khả năng chạy nhanh của Sonic, khi Sonic đạt được một tốc độ nào đó Sonic có thể tạo ra những Chấn động âm thanh (Sonic boom), tiêu diệt kẻ thù trên đường đi và tạo đà cho mình.
Nhiều khả năng của Sonic dựa trên đặc tính cuộn tròn thành cầu gai để tự vệ của loài nhím. Trong game Sonic The Hedgehog đầu tiên, kĩ năng tấn công chủ yếu của Sonic là Tấn Công Xoay (Spin Attack) (khi nhảy hoặc chạy, cuộn và lăn thành một quả cầu gai có thể gây thiệt hại, tiêu diệt hoặc đâm xuyên qua bất kì chướng ngại vật nào. Trong những game sau đó, nó đã được biến tấu thành các kiểu tấn công khác nhau. Hai trong số đó đã xuất hiện trong các sản phẩm tiếp theo của Sonic là: Tấn công Trượt (Homing Attack) xuất hiện trong Sonic The Hedgehog 2 (cuộn thành quả cầu gai ở một điểm để lấy đà trước khi bắn đi bằng tốc độ nhanh nhất) và Tấn công tên lửa xuất hiện trong Sonic Adventure (bắn thẳng vào một mục tiêu đã định và lần lượt bắn vào các mục tiêu tiếp theo ở gần đó).
Khi sử dụng bộ bảy viên kim cương Chaos Emeralds, Sonic có thể biến đổi thành Super Sonic.
Ngoài ra sonic có thể biết đổi thành Werehog (nhím lai chó sói) trong bóng tối khi mặt trăng lên. Do tiến sĩ đã bắn chùm tia laser vào Sonic và biến đổi thành werehog trong Sonic Unleashed
Sonic có thể làm được những thứ này:
Axe Kick (アックスキック): Sonic lăn tròn đánh vào đối phương, với một sức mạnh mẽ, gây tổn thương
Whirlwind (ワールウインド): Sonic thực hiện một di chuyển cơn lốc xoáy, gây thiệt hại tất cả mọi người bắt gặp ở bên trong.
Máy bay ném Sonic (ブルーボンバー): Tails trên máy bay, sau đó ném Sonic để bắn vào đối phương. Sonic đánh liên tục trong vài giây
Fastball (ファストボール): Amy sử dụng búa của mình để đạt đánh Sonic đang lăn tròn vào kẻ thù là ba lần, làm cho nó chậm chạp.
Tạo ba cơn lốc (トリプル トルネード): Trong một biến thể của di chuyển Whirlwind nói trên, Sonic, Knuckles, và Tails có được đẩy trong không khí trong một cái súng Tornado, sau đó rơi xuống và diệt tất cả các kẻ thù. Điều này có thể để lại các mục tiêu chậm chạp.
Mưa đá (ヘイルストー): Knuckles, Tails, và Amy đánh vào Sonic đang lăn tròn tại một mục tiêu duy nhất, có khả năng tuyệt vời của kẻ thù.

## Game
PlotData=
```
bar:Games anchor:till color:green width:15 textcolor:blue align:left fontsize:S mark:(line,white) shift:($dx,-4)
from:1991 till:2010
at:1991 text:"
Sonic the Hedgehog
"
at:1992 text:"
Sonic the Hedgehog 2
"
at:1993 text:"
SegaSonic the Hedgehog
"
at:1993 text:"
Sonic the Hedgehog CD
"
at:1994 shift:($dx,$up) text:"
Sonic the Hedgehog 3
"
at:1994 shift:($dx,$dw) text:"
Sonic and Knuckles
"
at:1994 shift:($dx,$dw) text:"
Sonic 3 and Knuckles
"
at:1995 text:"
Sonic Labyrinth
"
at:1996 text:"
Sonic the Fighters
"
at:1996 text:"
Sonic 3D Blast
"
at:1997 text:"
Sonic R
"
at:1998 text:"
Sonic Adventure
"
at:1999 text:"
Sonic Pocket Adventure
"
at:2000 text:"
Sonic Shuffle
"
at:2001 text:"
Sonic Adventure 2
"
at:2002 text:"
Sonic Advance 2
"
at:2003 text:"
Sonic Battle
"
at:2004 text:"
Sonic Heroes
"
at:2005 text:"
Sonic Rush
"
at:2006 text:"
Sonic the Hedgehog
"
at:2006 text:"
Sonic Riders
"
at:2006 text:"
Sonic Rivals
"
at:2007 shift:($dx,$up) text:"
Sonic and the Secret Rings
"
at:2007 shift:($dx,$dw) text:"
Sonic Rush Adventure
"
at:2008 shift:($dx,$dw) text:"
Sonic Unleashed
"
at:2008 text:"
Sega Superstars Tennis
"
at:2008 shift:($dx,$dw) text:"
Sonic Riders Zero Gravity
"
at:2009 text:"
Sonic and the Black Knight
"
at:2010 shift:($dx,$up) text:"
Sonic and SEGA All-Stars Racing
"
at:2010 shift:($dx,$dw) text:"
Sonic the Hedgehog 4
"
```

</timeline>

|image =

## Hợp tác với Michael Jackson
Chắc mọi người sẽ bất ngờ vì đó là sự thực, các nhạc nền game Sonic the Hedgehog 3 phần lớn là chuyển thể từ các bài hát của Michael Jackson chẳng hạn:
- Carnival Night Zone (chuyển thể từ bài Jam)
- Ice Cap Zone (chuyển thể từ bài Who Is It?)
- Launch Base Zone (chuyển thể từ bài Bad)
- Ending (chuyển thể từ bài Stranger in Moscow)
- Boss 1 (chuyển thể từ bài In the Closet)

Đặc biệt là 3 năm sau, Michael Jackson đã cho ra bài Blood on the Dancefloor, nếu để ý nghe kỹ thì ta sẽ thấy tiếng trống của nhạc giống hệt nhạc Knuckles theme.

### Sonic CD
"Sonic -You Can Do Anything-" by Keiko Utoku
"Cosmic Eternity - Believe in Yourself" by Keiko Utoku
"Sonic Boom" by Pastiche

### Sonic 3D Blast
"You're My Hero" by Debbie Morris

### Sonic R
"Super Sonic Racing" by T.J. Davis
"Can You Feel the Sunshine?" by T.J. Davis
"Living in the City" by T.J. Davis
"Back in Time" by T.J. Davis
"Work It Out" by T.J. Davis
"Diamond in the Sky" by T.J. Davis
"Number One" by T.J. Davis

### Sonic Adventure

#### Sonic Adventure DX Director's Cut
"Unknown From M.E." by Kevin Moore & Steve Tushar
"My Sweet Passion" by Kevin Moore & Steve Tushar
"My Sweet Passion" by Chris Vrenna & Mark Blasques
"Open Your Heart" by Transmutator & Razed in Black
"Believe in Myself" by Transmutator
"Lazy Days ~ Livin' In Paradise" by Mark Pistel
"Open Your Heart" by Chris Randall & Van Christie
"Believe In Myself" by Matt Greene
"Unknown From M.E." by Cevin Key
"Open Your Heart" by Chris Vrenna & Mark Blasques

#### Sonic Adventure 2 Battle
- Themes

Main Theme
"Live And Learn" by Crush 40
Sonic's Theme
"It Doesn't Matter" (remake) by Tony Harnell & Ted Poley
Shadow's Theme
"Throw It All Away" by Everett Bradley
Tails' Theme
"Believe in Myself" (remake) by Kaz Silver
Eggman's Theme
"E.G.G.M.A.N." by Paul Shortino
Knuckles' Theme
"Unknown From M.E." (remake) by Marlon Saunders & Hunnid-P
Rouge's Theme
"Fly in the Freedom" by Tabitha Fair & Todd Cooper
Amy's Theme
"My Sweet Passion" (remake) by Nikki Gregoroff
- Levels

City Escape
"Escape from the City" by Ted Poley & Tony Harnell
Wild Canyon
"Kick the Rock" by Hunnid-P
Pumpkin Hill
"A Ghost's Pumpkin Soup" by Hunnid-P
Aquatic Mine
"Dive into the Mellow" by Hunnid-P
Death Chamber
"Deeper" by Hunnid-P
Meteor Herd
"Space Trip Steps" by Hunnid-P
White Jungle
"Rhythm and Balance" by Everett Bradley
Final Chase
"The Supernatural" by Everett Bradley
Sonic vs. Shadow (Final) 
"For True Story" by Everett Bradley
Shadow vs. Biolizard
"Supporting Me" by Everett Bradley

### Sonic Heroes
Main Theme
"Sonic Heroes" by Crush 40
Team Sonic's Theme
"We Can" by Ted Poley & Tony Harnell

### Sonic Riders
Main Theme
"Sonic Speed Riders" by Runblebee
Theme Song of the Babylon Rogues
"Catch Me If You Can" by Runblebee

### Sonic the Hedgehog
Sonic's Theme
"His World" by Matty Lewis & Ali Tabatabaee from Zebrahead
His World ~Zebrahead Version~ by Zebrahead
His World (Crush 40 Mix) by Crush 40
Ending theme
"SWEET SWEET SWEET ('06 AKON Mix)" by DREAMS COME TRUE feat. AKON
"SWEET DREAMS ('06 AKON Mix)" (The English version of "SWEET SWEET SWEET ('06 AKON Mix)")

### Sonic and the SecretRings
Main Theme
"Seven Rings In Hand" by runblebee and Steve Conte
"Seven Rings In Hand (Crush 40 Version)" by Crush 40

### Sonic Riders: Zero Gravity
Theme Of Sonic
"Un-gravitify" by Cashell
"Un-gravitify Electro Extended Mix"

### Sonic Unleashed
Main Theme
"Endless Possibility" by Jaret Reddick
Ending Theme
"Dear My Friend" by Brent Cash

### Sonic and the Black Knight
Main Theme
"Knight of the Wind" by Crush 40
Knight of the Round Table Fight Theme
"Through the Fire" by Crush 40
Black Knight Fight Theme
"Fight the Knight" by Crush 40
Final Boss Theme
"With Me" by Emma Gelotte & Tinna Karlsdotter of All Ends feat.
Marty Friedman
End Theme
"Live Life" by Crush 40
Other Songs
"Seven Rings in Hand" covered by Bentley Jones
"With Me" covered by Crush 40
These two songs are only available in the official soundtrack, "Face to Faith".

## Bạn bè và kẻ thù
- Miles "Tails" Prower (bạn thân nhất)
- Knuckles the Echina (bạn thân và cũng là đối thủ)
- Jet the Hawk
- Storm the Albatross
- Wave the Swallow
- Big the Cat
- Blaze the Cat
- Charmy Bee
- Espio the Chameleon
- Mighty the Armadillo (bạn cũ)
- Ray the Flying Squirrel (bạn cũ)
- Vector the Crocodile
- Cream the Rabbit
- Fang the Sniper (bạn và đối thủ)
- Rouge the Bat
- Shadow the Hedgehog (đồng minh và cũng là đối thủ)
- Silver the Hedgehog
- Tikal the Echidna
- Amy Rose
- Doctor Eggman (kẻ thù)
- Metal Sonic (đối thủ)
- Chaos (kẻ thù)
- Guardian Units of Nations
- E-102 Gamma
- E-123 Omega
- Chip, nhân vật của Sonic trong Sonic Unleashed
- Zonic the Hedgehog
- Bean the Dynamite
- Bark the Polarbear